# Clayton (Oklahoma)
Clayton és un poble dels Estats Units a l'estat d'Oklahoma. Segons el cens del 2000 tenia 719 habitants.

## Demografia
Segons el cens del 2000, Clayton tenia 719 habitants, 335 habitatges, i 191 famílies. La densitat de població era de 163,3 habitants per km².
Dels 335 habitatges en un 28,4% hi vivien nens de menys de 18 anys, en un 41,8% hi vivien parelles casades, en un 12,8% dones solteres, i en un 42,7% no eren unitats familiars. En el 40% dels habitatges hi vivien persones soles el 22,7% de les quals corresponia a persones de 65 anys o més que vivien soles. El nombre mitjà de persones vivint en cada habitatge era de 2,15 i el nombre mitjà de persones que vivien en cada família era de 2,88.
Per edats la població es repartia de la següent manera: un 25,3% tenia menys de 18 anys, un 7,9% entre 18 i 24, un 23,8% entre 25 i 44, un 22,9% de 45 a 60 i un 20% 65 anys o més.
L'edat mediana era de 38 anys. Per cada 100 dones de 18 o més anys hi havia 77,8 homes.
La renda mediana per habitatge era de 13.516 $ i la renda mediana per família de 23.269 $. Els homes tenien una renda mediana de 23.750 $ mentre que les dones 15.556 $. La renda per capita de la població era d'11.530 $. Entorn del 31,3% de les famílies estaven per davall del llindar de pobresa.

## Poblacions més properes
El següent diagrama mostra les poblacions més properes.